# 조하르 차르나예프

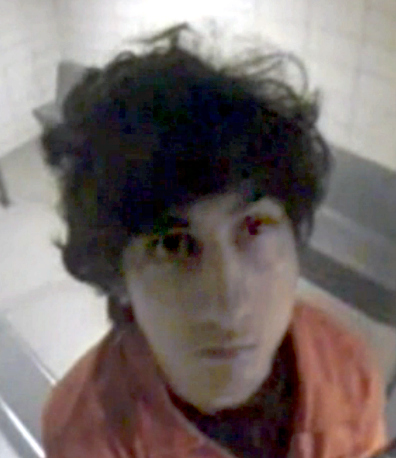

조하르 안조로비치 차르나예프(러시아어: Джоха́р Анзо́рович Царна́ев, 1993년 7월 22일~ )는 러시아계 미국인 테러리스트이자 이슬람 운동가이다.

## 생애
조하르는 1993년 7월 22일 토크모크에서 출생하였다. 차르나예프의 집안은 당시 이곳저곳을 방황하다가 미국에 정착한 것으로 알려져 있다.
1986년 형 타메를란이 태어났을 당시에는 가족들이 러시아 옐리스타에서 거주하고 있었고, 1993년 조하르가 태어났을 당시에는 토크모크에서 살았기 때문이다.
2000년 미국으로 이민을 갔고, 그곳에서 살았다. 체첸계 출신이란 이유로 주변으로부터 많은 박해를 겪었다고 한다. 이후 복지 혜택을 받으면서 조용하게 살았고, 이러한 생활 배경은 타메를란과 조하르에게 막대한 영향을 끼쳤다.
2007년, 성인이 된 형 타메를란은 권투선수가 되었다. 조하르는 2011년 9월 매사추세츠 대학에 입학한다. 그는 매우 조용한 성격이었고 유능했다고 지인들이 진술했다. 그러나 이슬람에 맹목적으로 심취하기 시작하면서 그와 그의 형의 인생은 송두리째 변하기 시작했다.

## 보스턴 마라톤 테러 감행
2013년 4월 15일, 조하르와 타메를란은 보스턴 폭탄 테러 사건을 일으키고 도주했다. 그 중 형 타메를란은 경찰의 진압 과정에서 사살되고 조하르는 부상을 입은 채 생포되었다.
조하르는 2015년 1심 재판에서 사형을 선고받았으나, 2020년 2심 재판에서는 종신형으로 감형되었다가, 2022년 미국 연방 대법원에서 조하르 차르나예프에게 최종적으로 사형이 선고되었다.

## 같이 보기
- 보스턴 마라톤 폭발 사건
- 타메를란 차르나예프